# Plenum (physique)
Pour les articles homonymes, voir Plénum.
Le plenum est un volume d'air mis en surpression relative (par rapport à l'air extérieur) à l'aide d'une soufflante motorisée. 
Dans le cas d'un véhicule à effet de sol, cette chambre est plus ou moins close (il y a des fuites inévitables à l'interface) par des parties généralement souples (jupes) dont la forme est maintenue par une dérivation du soufflage de sustentation.

## Utilisation
Exemples d'emplois de plenums :
- Navire à effet de surface (NES) : ce type de navire catamaran emploie un coussin d'air confiné sur les côtés par les surfaces verticales immergées des coques et à l'avant et à l'arrière du tunnel par des jupes souples.
- Aéroglisseur